# Селицкий, Михаил Фёдорович
Михаил Фёдорович Селицкий — советский военный деятель, инженер-полковник, лауреат Сталинской премии.

## Биография
Родился 18 сентября 1905 года в Боровичах.
В Рабоче-Крестьянской Красной Армии — с 1922 года.
Член ВКП(б)/КПСС с 1926 года.
Занимал ряд инженерных и командных должностей в Рабоче-Крестьянской Красной Армии.
Принимал участие в Великой Отечественной войне: заместитель главного инженера 1-й Воздушной армии по специальным службам.
После Великой Отечественной войны в звании инженер-полковника продолжил службу в Советской Армии и занимался инженерной деятельностью в её рядах.
За создание новых типов автоматических радиометеорологических станций, получивших применение в Арктике и на фронтах Отечественной войны был в составе коллектива удостоен Сталинской премии за выдающиеся изобретения и коренные усовершенствования методов производственной работы за 1946 год.
Умер в 1971 году.

## Награды
- орден Ленина (15.11.1950)
- орден Красного Знамени (06.11.1945, 30.04.1954)
- орден Отечественной войны I степени (18.08.1945)
- орден Отечественной войны II степени (28.02.1944)
- орден Красной Звезды (14.11.1933, 03.11.1944)